# 石神球一郎
石神 球一郎（いしがみ きゅういちろう、1883年〈明治16年〉- 1932年〈昭和7年〉）は甑島出身の技術者。金瓜石鉱山所長及び台湾鉱業会理事を務めた。本項では甑島における鹿の子百合球根輸出の先駆けとなった父の石神弘志についても併せて記述する。

## 来歴
石神家は鹿児島県上甑島の士族であり、1862年（文久2年）の文久の法難の際に地頭の石神萬兵衛を派遣したという記録が残っている。その後明治維新を経て父・弘志は東京の警視庁に警部として勤める。1873年（明治6年）に西郷隆盛が官職を辞し鹿児島へ帰ると、多くの同調者がそれに倣った。弘志もまた職を辞し故郷の鹿児島に戻ったが、私学校の生徒らに官軍のスパイと疑われ捕らえられてしまう。警視局による取り調べの結果、西郷側に加担した事実は無いとして釈放されたが、屋敷のある里村に帰っても周囲の疑いの目はなかなか晴れなかった。そんな中、1877年（明治10年）に西南戦争が勃発。西郷は薩軍大将として城山に散った。里村で蟄居同然の日々を送っていた弘志はやがて細々と農業を始め、ハナという妻を娶る。そして貧しい生活の中、島に自生する鹿の子百合を観賞用として横浜からアメリカに輸出することを考えた。この頃弘志は長男を授かり、百合の球根から一字取って「球一郎」と名付けている。
1884年（明治17年）6月、鹿児島を大型台風が襲う。甑島は最も深刻な被害を受け、その後の不作不漁もあって種子島への移住計画が進められるほどの苦境であった。復興には年月を要し、やっと球根の輸出体制が整ったのは1894年（明治27年）のこと。同年8月、輸送船に同乗し弘志は横浜を目指した。しかし採取や梱包の方法が不完全であったのに加えて日清戦争の影響で民間物流が思うようにならず、やっと横浜に着いた時には球根は全て腐敗していた。数百円の損失を出し、帰りの旅費も無くなった弘志はかつて住んだ東京へ行き知人を探す。そしてある橋で途方に暮れていた際に出くわしたのが旧知の田中長兵衛であった。安堵した弘志だったが「この非常時に花など売って暮らそうとは何事ぞ」という友の言葉に動かされ、鹿児島には戻らずそのまま従軍。1895年（明治28年）春に日清戦争から凱旋すると、5月には北白川宮能久親王の近衛師団に入り台湾征討に向かった。同年11月に全島平定宣言が出された後はそのまま現地に残り、前述の田中長兵衛が経営権を取得した金瓜石鉱山で監督として働く道を選んだ。ここでやっと安定した暮らしを得た弘志は甑島より妻子を呼び寄せている。
長男の球一郎は田中長兵衛の世話を受け東京高等工業学校に通うと、1902年（明治35年）7月に機械科を卒業。田中家が金瓜石以前から手掛けていた岩手県の釜石鉱山に勤めたが、翌年帝国陸軍を志願して近衛歩兵第一連隊第六中隊に入隊。1905年夏、東京砲兵工廠付きとなる。1907年（明治40年）頃まで陸軍に身を置き、除隊後は父と同じ台湾の金瓜石鉱山で技術者として働いた。弘志は息子・球一郎が金瓜石鉱山に勤め始めると自身は退職、再び警察に籍を置く。台湾の警察署長を最後に引退すると、鹿児島県姶良郡嘉例川にあるラムネ温泉を購入して運営しつつ、76歳で没するまで悠々自適に暮らした。
明治末頃から大正初期にかけて年額200万円相当以上の産出量を誇り、日本一の金山と称された金瓜石鉱山を球一郎は主任技術者として支える。1917年（大正6年）には会社が法人化して田中鉱山株式会社となり、金瓜石鉱山は金瓜石鉱業所となった。初代所長の小松仁三郎は翌1918年退任。総務部長などを務めた球一郎がその後任に就いた。この年の11月に第一次世界大戦が終わり、やがて戦後不況の風が吹くと鉱山の業績は低迷。一方、球一郎は社団法人台湾鉱業会の理事も務めた。1922年（大正11年）には翌年台湾に行啓予定の皇太子の宿泊棟として、金瓜石の地に檜造りの太子賓館が建設される。この年、父の病を理由に球一郎は金瓜石の所長を辞任。同年11月に岩手の釜石鉱山鉱業所で用度課長兼運輸課長を務めていた田中清が金瓜石鉱山の新所長に抜擢された。鹿児島に戻った球一郎は父が買ったラムネ温泉の経営にあたり、鉱泉を薬用飲料として販売。1932年（昭和7年）に没した。

## ラムネ温泉
泉質は含鉄炭酸泉。主な効能は胃腸病、下痢症、貧血症、糖尿病、神経衰弱とある。牧園村宿窪田に位置し、嘉例川駅からは約2kmで車や馬が通れる道は無いが駕籠あり。牧園駅からだと約8.5kmで馬車あり。上記情報はすべて大正初期のものであり、当時は年間500人余りの湯治客が来訪した。腎臓炎を発症し、その治療のため地域を探索していた石神弘志が1905年（明治38年）にこの温泉を発見したとされ、石神球一郎を経てその長男・石神一郎へと代々経営が受け継がれた。ラムネ温泉は1号泉と2号泉があり、成分はほぼ同一。また飲用にも用いられ、瓶詰めにして「ナチュラ」の名で販売された。
ラムネ温泉は令和現在も営業しており、坂本龍馬も入浴したという塩浸温泉より1㎞ほど上流にある。塩浸温泉から1kmと少し下流にあるバス停「ラムネ温泉」の近くにも古い建物があり、こちらは昔使われていたラムネ温泉の跡地。災害で一度埋まってしまったがその後改修され、少なくとも1970年代までは露天風呂に入ることが出来たが、いつの頃か放棄されたと思われる。